# Coincoin et les Z'inhumains
P'tit Quinquin
Coincoin et les Z'inhumains est une mini-série française en quatre épisodes réalisée par Bruno Dumont, diffusée sur Arte à partir du 20 septembre 2018. Elle est réalisée dans le même style burlesque, comico-dramatique que la première série P'tit Quinquin.

## Synopsis
Quinquin, qui est devenu l'adolescent Coincoin, et les deux enquêteurs de la gendarmerie nationale Roger Van der Weyden et Rudy Carpentier sont confrontés aux mêmes événements : la chute de « flaques eud'brin » (matière visuellement proche d'une bouse, visqueuse et puante) préfigurant une invasion « inhumaine » qui s’abat sur la Côte d'Opale ,.

## Épisodes
1. Noir ch'est noir
2. Les Z'inhumains
3. D'la glu, d'la glu, d'la glu !!!
4. L'Apocalypse

La diffusion des deux premiers épisodes le 20 septembre 2018 attire un million de télespectateurs.

## Fiche technique
- Titre : Coincoin et les Z'inhumains
- Réalisation : Bruno Dumont
- Scénario : Bruno Dumont
- Image : Guillaume Deffontaines
- Casting : Clément Morelle
- Production : Taos Films, Arte France, Pictanovo, en association avec la SOFICA Cofinova 14
- Producteurs : Rachid Bouchareb, Jean Bréhat, Muriel Merlin
- Pays :  France
- Année : 2018

## Distribution[1]
- Alane Delhaye : Alane Lebleu dit « Coincoin »
- Bernard Pruvost : le commandant Roger Van der Weyden
- Philippe Jore : le lieutenant Rudy Carpentier
- Julien Bodard : L'Gros
- Lucy Caron : Eve Terrier
- Christophe Verheecke : Maurice Leleu
- Alexia Depret : Jenny
- Jason Cirot : l'oncle Danny
- Philippe Peuvion : M. Lebleu, le père de Quinquin
- Priscilla Benoist
- Nicolas Leclaire

## DVD
Coincoin et les Z'inhumains est sorti en DVD le 4 septembre 2018 et en Blu-ray le 26 novembre 2019.

## Accueil critique
La série est classée n°2 du Top 10 2018 des Cahiers du Cinéma.

## Tournage
Des scènes ont été tournées au pied du parc éolien du Portel, sur la digue Carnot et devant le phare de Boulogne-sur-Mer dit phare Carnot.
L'entrée du tunnel de l'Ave-Maria près de l'ancienne gare de Boulogne-Aéroglisseurs et l'ancien hoverport de Boulogne-sur-Mer, tous deux sis au Portel, sont utilisés pour dépeindre un campement de clandestins, le commandant Van der Weyden s'y salit avec du gazole, puis une tente de fortune s'affaisse sur lui.
Le site du cap Blanc Nez est choisi pour le tournage, les protagonistes sont au début d'un épisode au pied de l'obélisque à la Dover Patrol, à la limite de Sangatte, près d'Escalles. De la matière visqueuse a atterri sur l'obélisque. Ensuite, le commandant Van der Weyden et son acolyte Carpentier repartent en voiture, sur deux roues, mais celle-ci se retourne sur le parking du cap Blanc-Nez, devant toute l'assistance.
Les scènes figurant la gendarmerie ont été tournées au restaurant la Sirène à Audinghen. C'est dans cette même commune que se trouve le local du « Bloc », parti politique inspiré du Front national, non loin de l'église Saint-Pierre reconnaissable. Les scènes tournées au camping l'ont été dans celui des Ajoncs, à Audresselles. Dans la même commune, l'église Saint-Jean-Baptiste et son cimetière apparaissent, notamment lorsque Coincoin est blessé à la suite de la chute d'une tuile.

Lieux de tournage
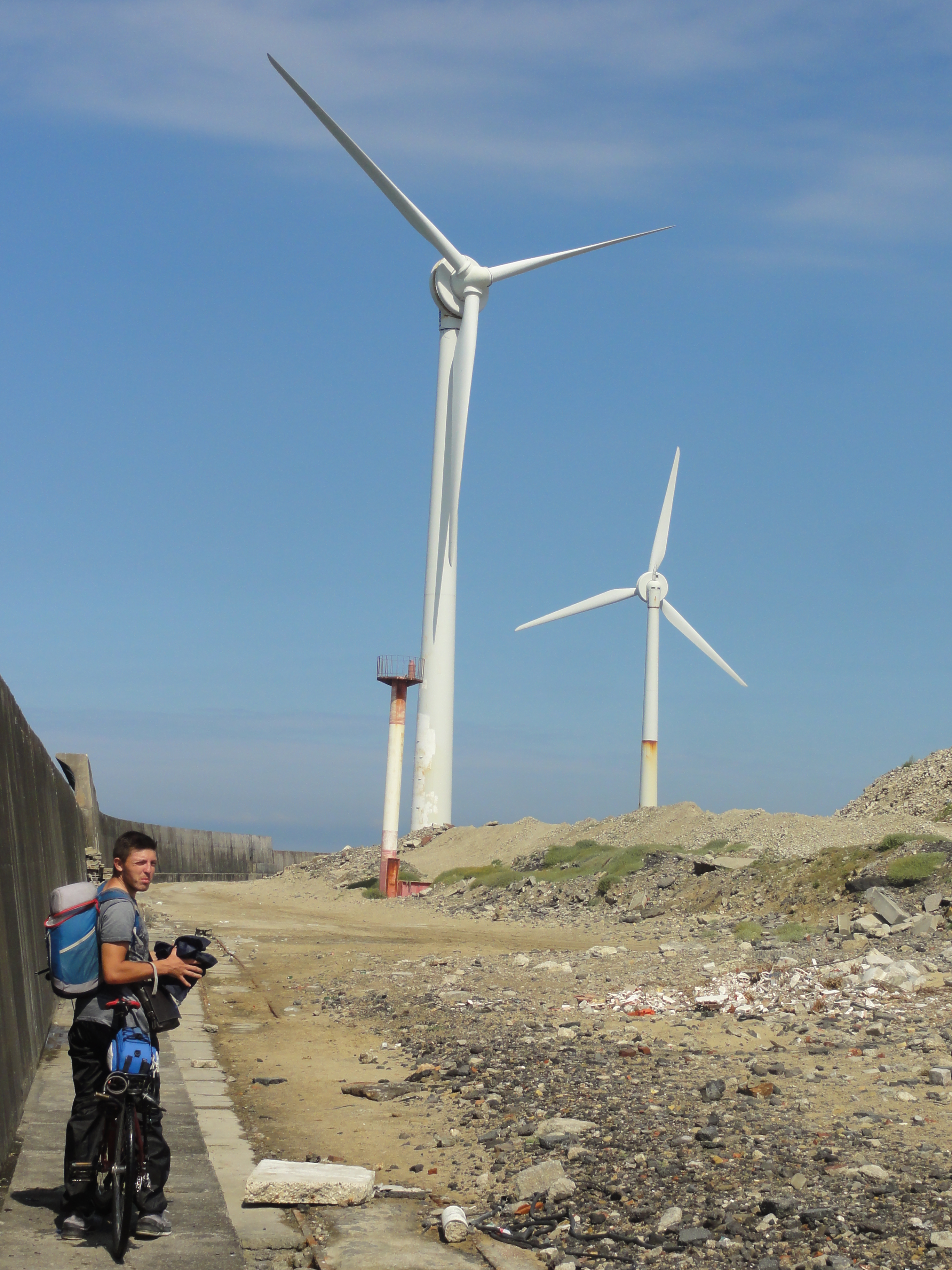
Le parc éolien du Portel, renouvelé depuis.
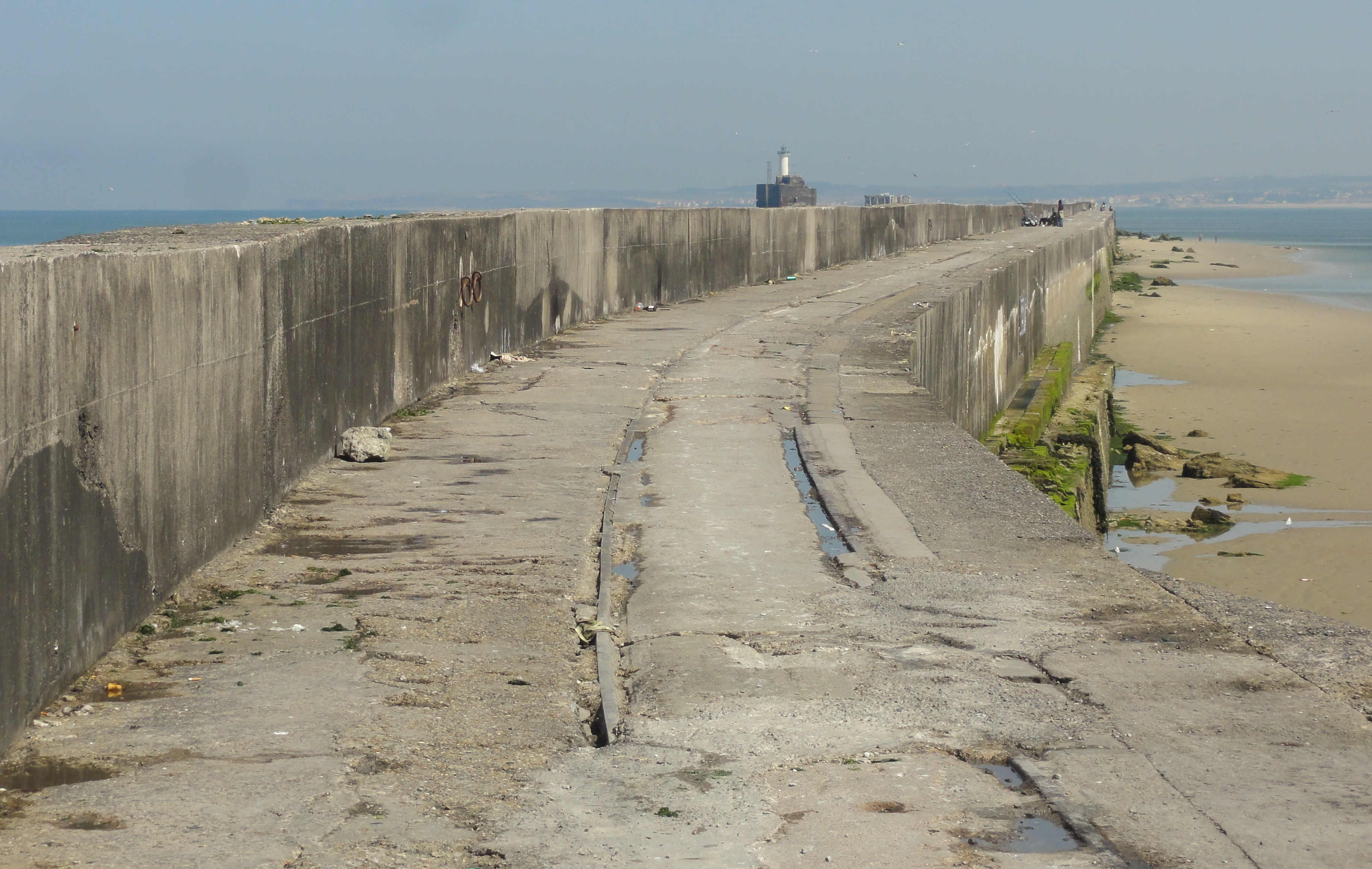
La digue Carnot, à marée basse.
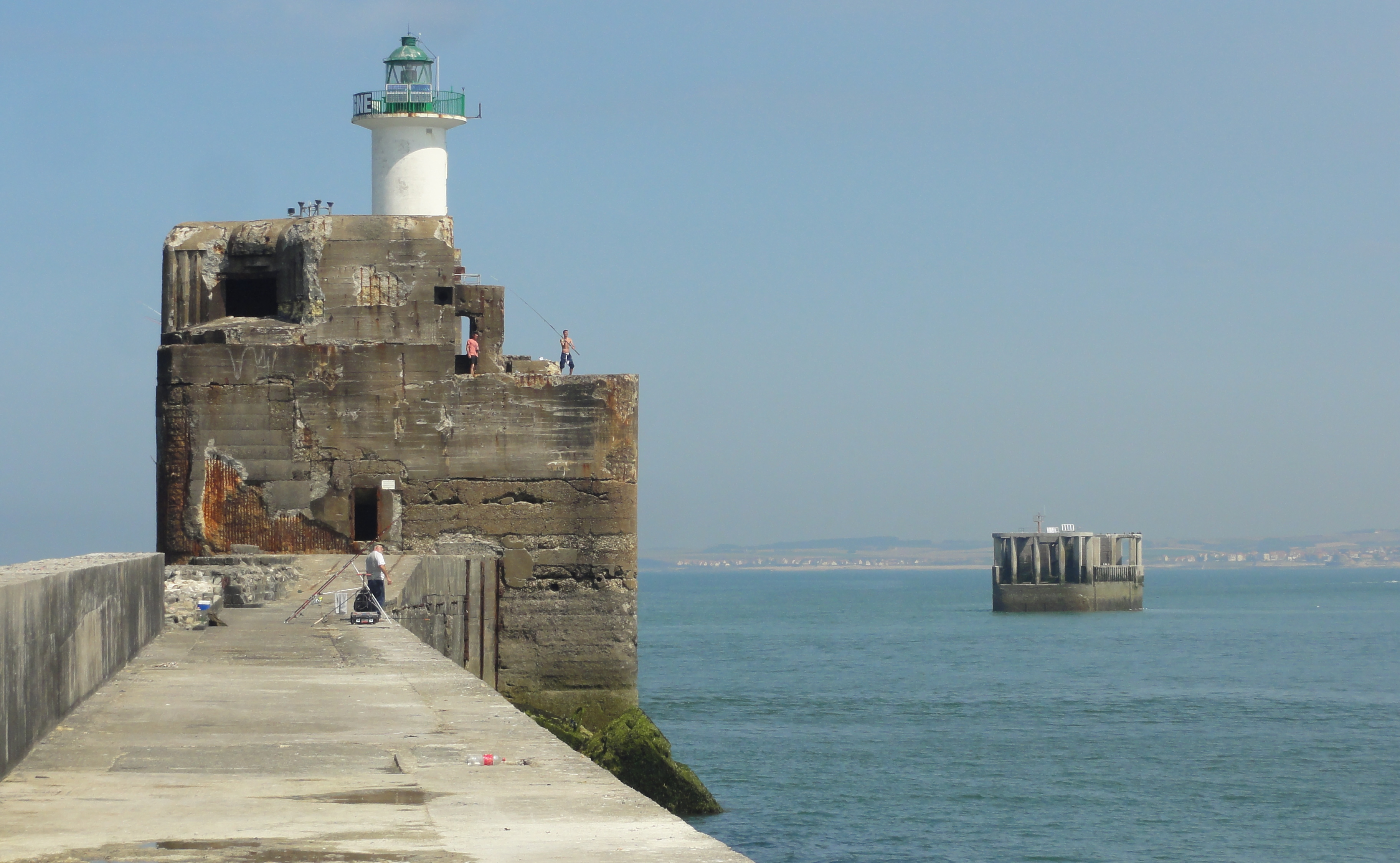
Le phare Carnot.
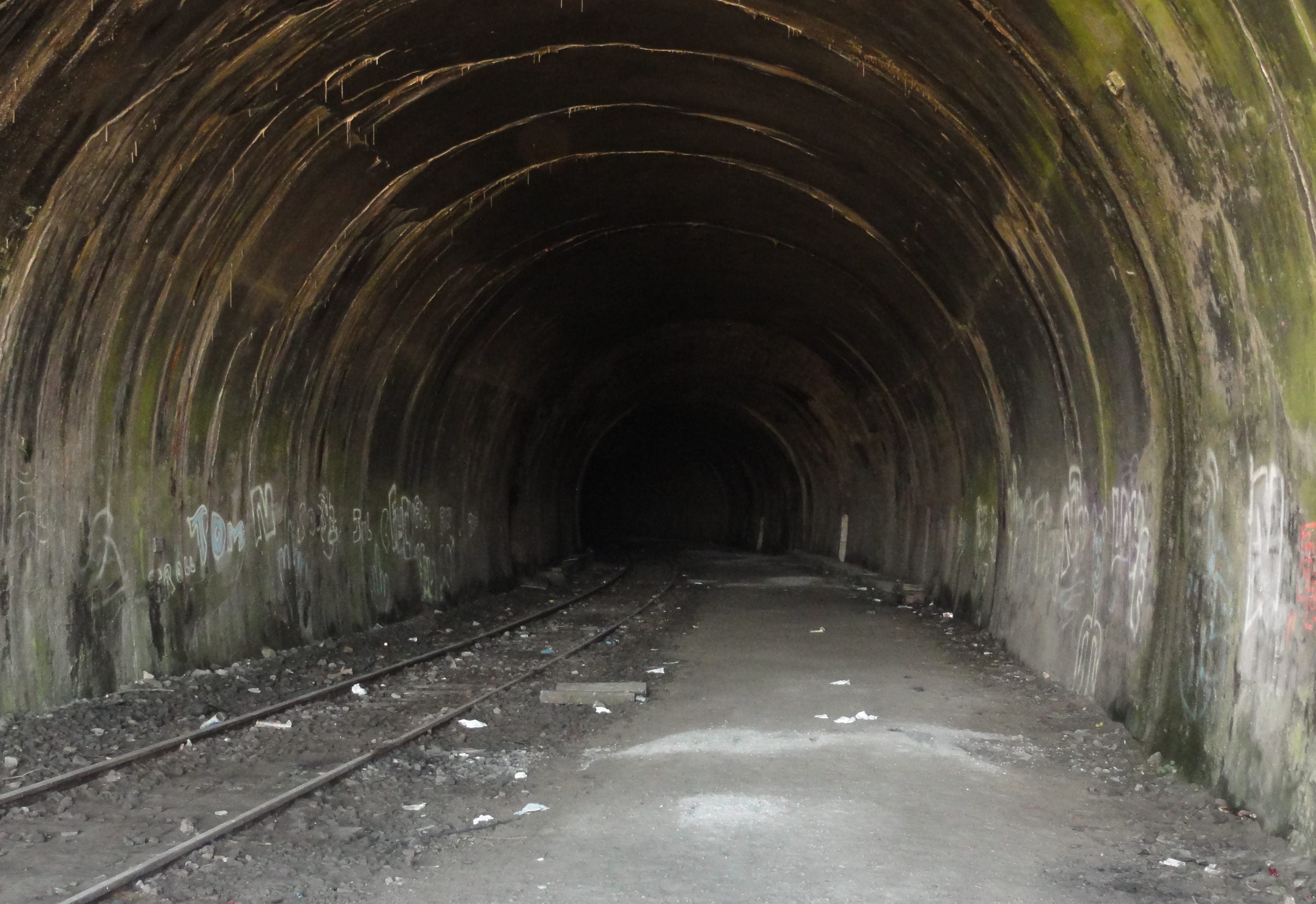
Le tunnel de l'Ave Maria.
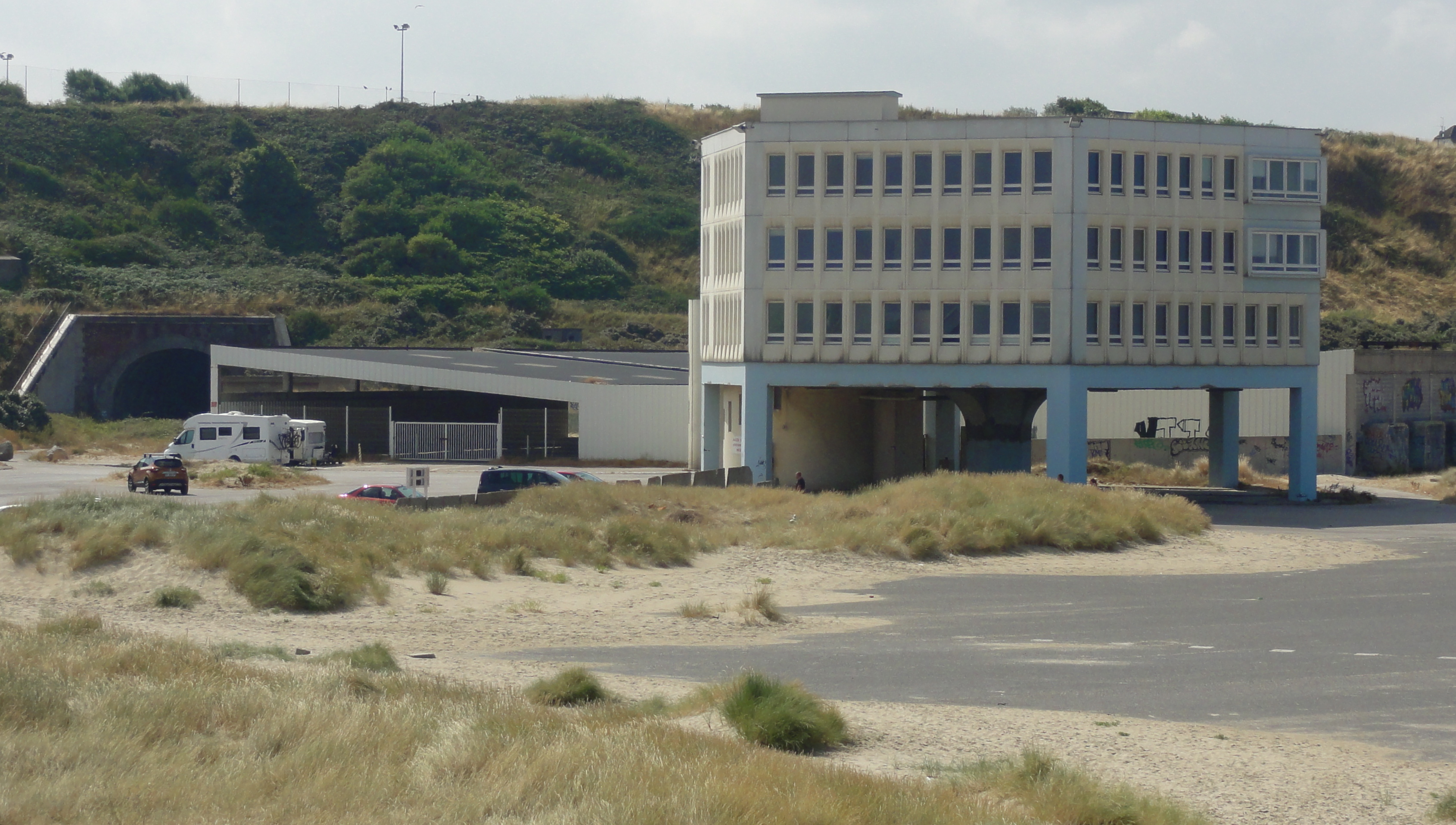
L'entrée du tunnel et l'hoverport.
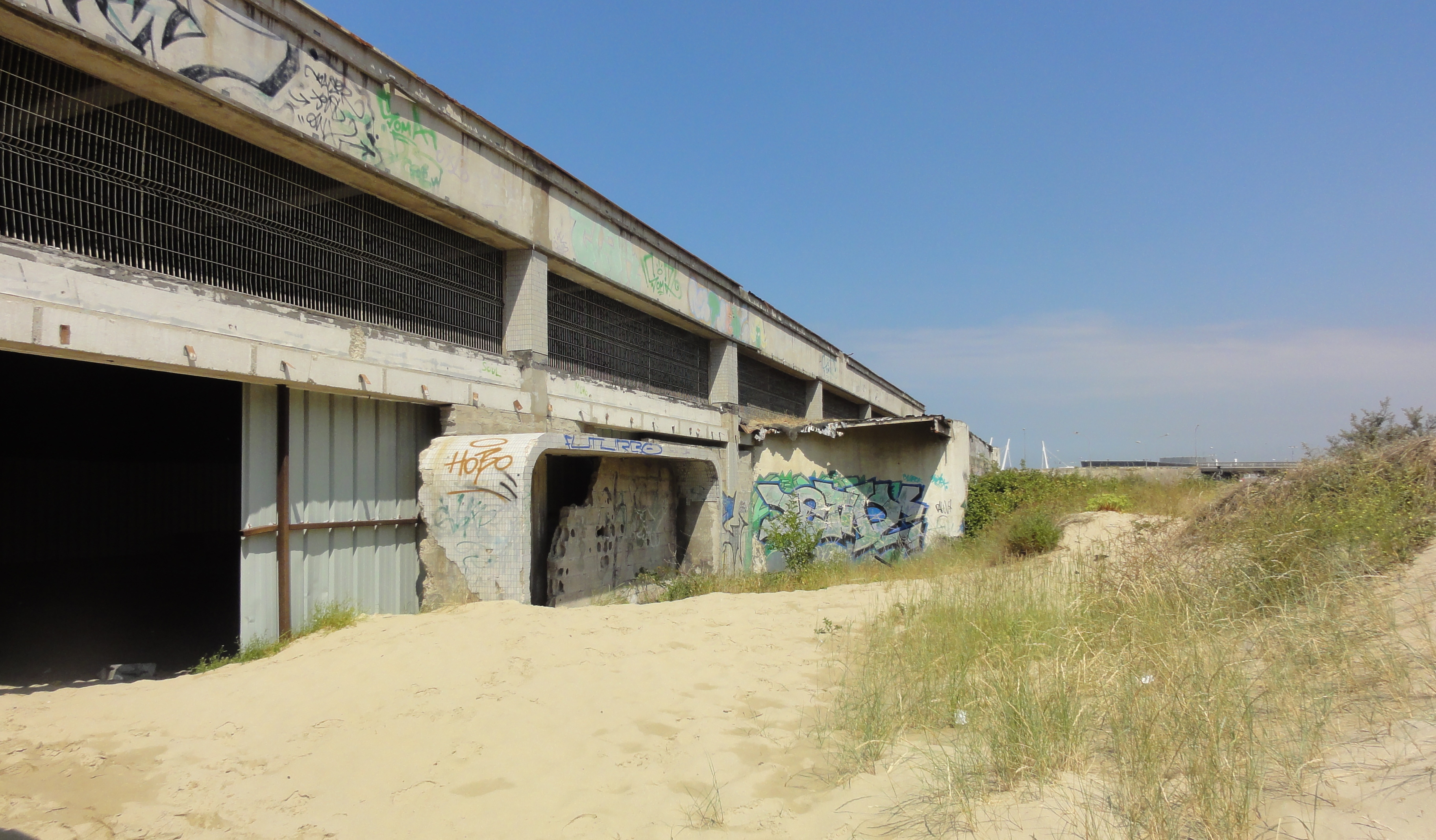
Zone de l'hoverport où le commandant se salit.
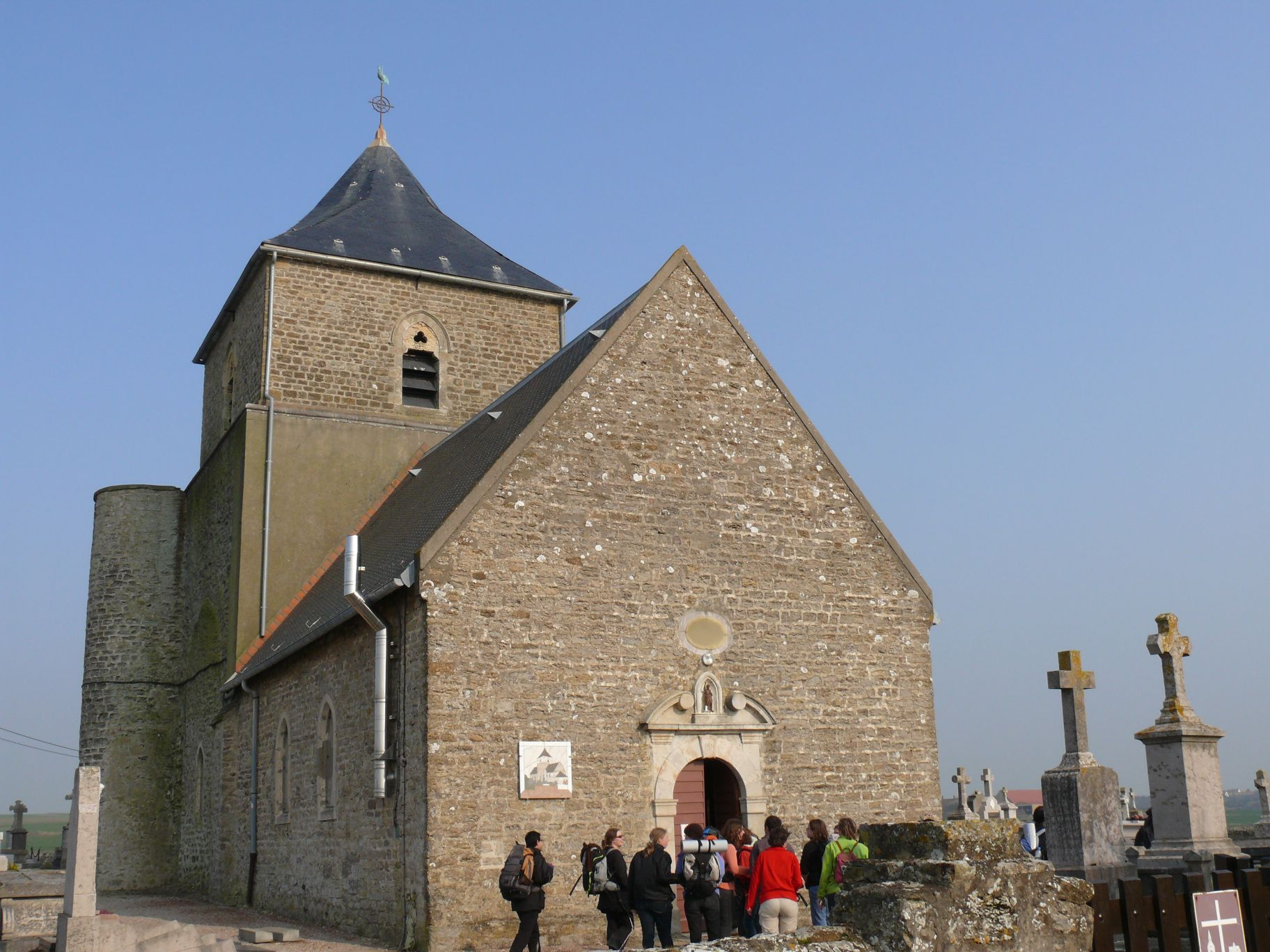
L'église Saint-Jean-Baptiste et son cimetière.
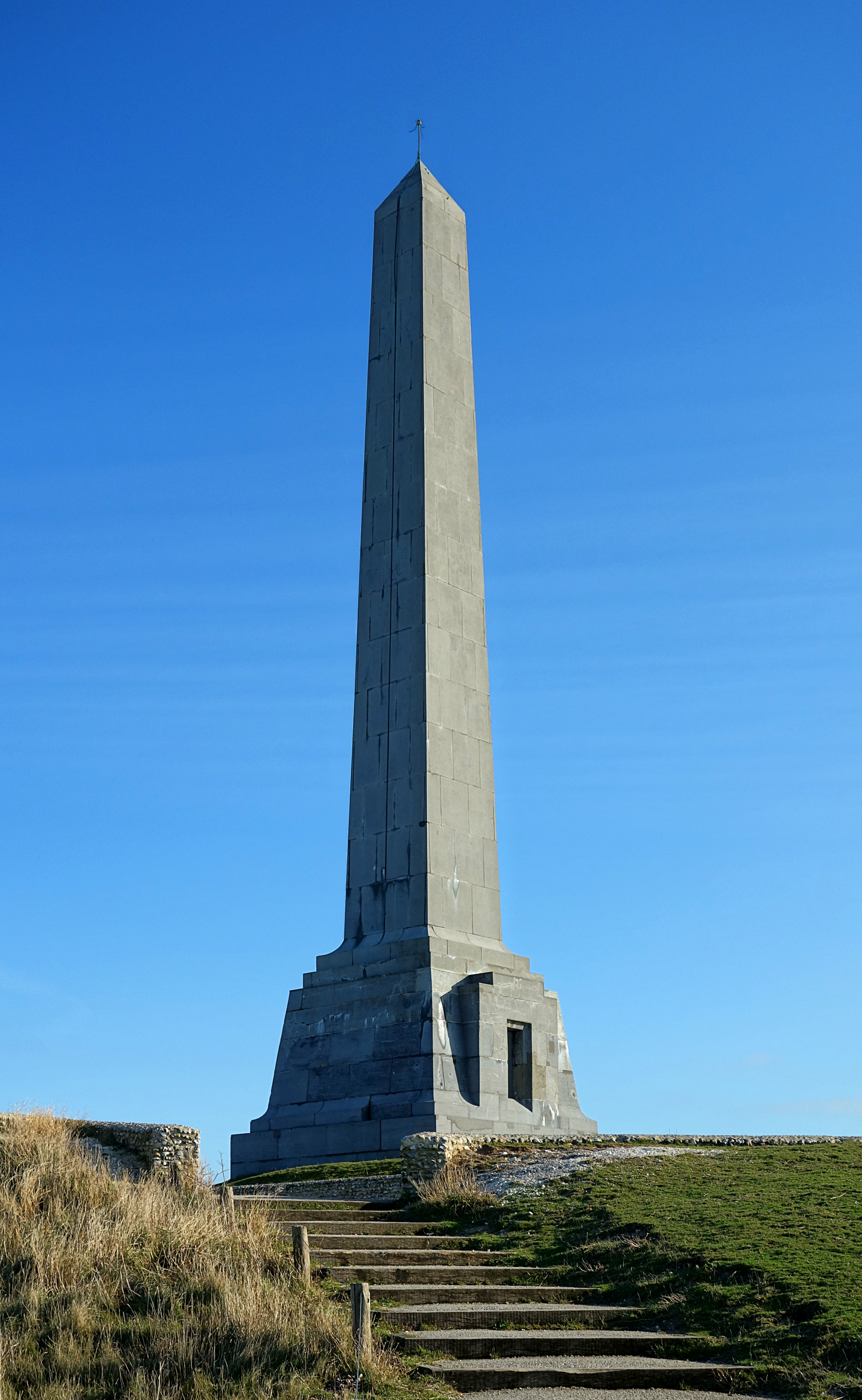
L'obélisque à la Dover Patrol, cap Blanc Nez, Sangatte.